# Уртадо Ларреа, Освальдо
Луи́с Осва́льдо Урта́до Ларре́а (исп. Luis Osvaldo Hurtado Larrea; род. 26 июня 1939, Чамбо, провинция Чимборасо, Эквадор) — президент Эквадора (24 мая 1981 — 10 августа 1984).

## Биография
Получил образование в Католическом университете Эквадора, где изучал социологию, политику и юриспруденцию. Во время учебы в 1960-е годы Уртадо был лидером студенческого движения. После этого он преподавал политическую социологию в своей альма-матер и в Университете Нью-Мексико. Он стал одним из самых читаемых политологов своей родной стране; в 1977 году он издал влиятельную книги по эквадорской политике под названием «Политическая власть в Эквадоре» (El Poder Político en el Ecuador).
Уртадо обратил прогрессивных католиков и молодых профессионалов к левоцентристскому отколу от Социал-христианской и Консервативной партии, получившему название «Народная демократия» (ныне Христианско-демократический союз), вдохновляемому антикапиталистическими и христианско-социалистическими идеями теологии освобождения. Поскольку она была самой радикальной среди немарксистских партий Эквадора, правые оппоненты Уртадо часто обвиняли его в «скрытом марксизме». В 1975 году вступил во Всемирный политический совет христианской демократии.

В 1979 году Хайме Рольдос Агилера (от Объединения народных сил) выбрал Уртадо в качестве своего кандидата в вице-президенты после окончания военного управления государством. Рольдос и Уртадо выиграли выборы, и когда 24 мая 1981 года президент погиб в авиакатастрофе, Уртадо сменил его в качестве и. о. президента Эквадора, прослужив на этой должности до следующих выборов президента. Однако во время президентства отошёл от социальных реформ предшественника, продвигая взамен неолиберальную программу «жёсткой экономии» и «сукретизации долга», в рамках которой государство взяло на себя внешнюю задолженность частного сектора, нанеся стране ущерб на сумму 4,462 миллиона долларов.

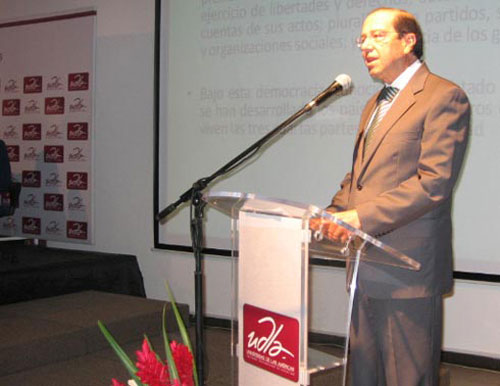
Уртадо в 2011 году

После своего президентства продолжал участвовать в национальной политике как главная фигура своей партии и депутат Учредительного собрания, разработавшего проект Конституции 1998 года. Дистанцировавшись от совей партии после экономического кризиса, принял участие в президентских выборах 2002 года от нового движения «Солидарное отечество», но занял предпоследнее место с 1,07% голосов, что является самым низким процентом, когда-либо в национальной истории полученным бывшим президентом. 
Уртадо является членом Мадридского клуба. Руководит аналитическим центром «Корпорация исследований развития» (CORDES). Время от времени читает лекции в частных университетах.